# Toyoda Nayuha
Toyoda Nayuha (豊田 奈夕葉, sinh ngày 15 tháng 9 năm 1986) là một cựu cầu thủ bóng đá nữ người Nhật Bản.

## Đội tuyển bóng đá nữ quốc gia Nhật Bản
Toyoda Nayuha thi đấu cho đội tuyển bóng đá nữ quốc gia Nhật Bản từ năm 2004 đến 2010.

## Thống kê sự nghiệp
| Nhật Bản  | Nhật Bản | Nhật Bản |
| Năm       | Trận     | Bàn      |
| --------- | -------- | -------- |
| 2004      | 1        | 0        |
| 2005      | 4        | 0        |
| 2006      | 0        | 0        |
| 2007      | 8        | 0        |
| 2008      | 4        | 0        |
| 2009      | 2        | 0        |
| 2010      | 3        | 0        |
| Tổng cộng | 22       | 0        |